# Sainte-Croix-sur-Orne

Sainte-Croix-sur-Orne este o comună în departamentul Orne, Franța. În 1 ianuarie 2018 avea o populație de 78 de locuitori.